# Excitement
Excitement er en amerikansk stumfilm fra 1924 af Robert F. Hill.

## Medvirkende
- Laura La Plante som Nila Lyons
- Edward Hearn som Arthur Drew
- William Welsh som Hiram Lyons
- Frances Raymond som Mrs. Lyons
- Fred DeSilva som Eric Orton
- Margaret Cullington som Violet Smith
- Al Hart som Abner Smith
- Rolfe Sedan som Willie Winkle
- Bert Roach som Toby
- Stanley Blystone som Freddie
- Lon Poff som Roger Cove
- George Fisher som Chester Robbins
- Fay Tincher